# Pachydissus philemon
Pachydissus philemon är en skalbaggsart som beskrevs av Karl Adlbauer 2002. Pachydissus philemon ingår i släktet Pachydissus och familjen långhorningar.
Artens utbredningsområde är:
- Angola.
- Malawi.
- Moçambique.
- Zimbabwe.

Inga underarter finns listade i Catalogue of Life.